# Biserica Sfinții Apostoli de la Ocol din Focșani
Biserica Sfinții Apostoli de la Ocol din Focșani este un monument istoric aflat pe teritoriul municipiului Focșani.
Biserica cu hramul „Sfintii Apostoli de la Ocol”, monument istoric, dateaza din a doua jumatate al veacului XIX, având un aspect de catedrala. Biserica este construita din caramida cu ajutorul si din truda poporenilor din mahalalele’’Arion si Ocoleni’’(1850-1861). Boltile bisericii, altarul sunt sprijinite pe trei arcade mari, catapeteasma este din zid masiv având doua turle asezate pe acoperis în fata cladirii; pictura si zugraveala s-au facut în anul1871. În urma cutremurului din1912 au început reparatiile, facându-se din nou boltile si tot atunci a fost zugravita din nou în ulei de catre pictorul N.Romano.  Biserica nu poseda obiecte de valoare artistica si istorica; în prezent se desfasoara lucrari de consolidare si restaurare.